# Joan of Arcadia
Joan of Arcadia é um seriado estadunidense que narra a vida de Joan Girardi (Amber Tamblyn), uma garota que recebe visitas de Deus de diversas formas, sempre com uma tarefa no qual ela deve cumprir. O seriado é inspirado na vida de Joana D'Arc, jovem francesa que ouviu um chamado de Deus, liderou o exército do país na Guerra dos Cem Anos e após ser capturada pelos ingleses, foi condenada à fogueira. A série foi ao ar originalmente às sextas-feiras no canal CBS, de 26 de setembro de 2003 a 22 de abril de 2005, tendo duas temporadas e 45 episódios.

## Enredo
No episódio piloto, Deus aparece para Joan (Amber Tamblyn) e lembra que ela prometeu fazer o que ele quisesse, se ele deixasse o irmão sobreviver a um acidente de carro que o deixou paraplégico. Deus pede a Joan que realize tarefas que geralmente parecem não ter sentido, mas sempre acabam melhorando positivamente a situação ou ensinando alguma lição. Deus aparece disfarçado de várias maneiras: crianças, idosos, jovens.
Will Girardi (Joe Mantegna) é o pai de Joan e um policial recém chegado à cidade e foi contratado como chefe de polícia de Arcadia. Helen (Mary Steenburgen) a mãe de Joan, trabalha na secretaria da escola (mais tarde vira professora) onde ela e o irmão mais novo, Luke (Michael Welch) estudam. Kevin (Jason Ritter), o irmão mais velho, ficou paraplégico após um acidente de carro e ainda está lidando com a situação. Joan estuda na Arcadia High School, onde ela faz amizade com dois colegas da turma de Química avançada, Grace (Becky Wahlstrom) uma jovem revolucionária, e Adam (Christopher Marquette), um artista talentoso cuja mãe se suicidou quando ele era criança. 

## Elenco e Personagens

### Elenco Principal
- Amber Tamblyn como Joan Girardi - filha do meio da família Girardi, Joan é uma adolescente de 16 anos que fala com Deus. Ele costuma dar algumas tarefas para ela, que acabam tendo um resultado (geralmente) positivo. Ela tem um relacionamento romântico com Adam Rove; os dois terminaram na segunda temporada e não voltaram. Como visto no episódio "Drive, He Said", o nome do meio de Joan é Agnes, e sua data de nascimento é 24 de novembro de 1987. Ela trabalha meio período em uma livraria local.

- Joe Mantegna como Will Girardi - pai de Joan, Kevin e Luke. Ele se mudou com sua família para Arcadia quando lhe ofereceram o cargo de chefe de polícia. Depois que ele descobre a corrupção interna da infra-estrutura da cidade de Arcadia, o Departamento de Polícia de Arcadia é dissolvido e ele se torna o Chefe de Detetives do Departamento, que assumiu as responsabilidades de aplicação da lei na cidade.
- Mary Steenburgen como Helen Girardi - esposa de Will e mãe de Kevin, Joan, Luke. Artista, Helen abandonou a escola de artes depois de ter sido estuprada por um desconhecido. Ela trabalha como secretária na Arcadia High School e se torna professora de artes no episódio "State of Grace".
- Jason Ritter como Kevin Girardi - filho mais velho da família Girardi. Tornou-se paraplégico em um acidente de carro por não ter impedido um amigo de dirigir embriagado durante o ensino médio, tendo o acidente ocorrido um ano e meio antes do piloto. Ele iria frequentar a Universidade do Arizona com uma bolsa de beisebol antes do acidente. Ele acaba trabalha para o jornal local.
- Michael Welch como Luke Girardi - o filho mais novo de Girardi. Nerd de ciências, estudante assíduo. Ele teve um breve relacionamento romântico com Glynis Figliola e, mais tarde, iniciou um relacionamento com Grace Polk, que consistia basicamente em se beijar no armário do laboratório de biologia.
- Christopher Marquete como Adam Rove - Filho único de Elizabeth (falecida) e Carl Rove. Um artista talentoso, socialmente desajeitado e introvertido. Melhor amigo e namorado de Joan, e melhor amigo de Grace desde a infância. Um dos alunos de Helen.
- Becky Wahlstrom como Grace Polk - Filha única de Sarah e Rabi Polanski. Melhor amiga de Adam e Joan e a eventual namorada de Luke. Uma ativista contra qualquer tipo de repressão, tem um ódio particular pelo vice-diretor da escola, Gavin Price. Ela é altamente inteligente, apesar de sua reputação.

Nota: Embora os atores Chris Marquette e Becky Wahlstrom sejam creditados como convidados ao longo da 1ª temporada, o único episódio da série em que eles não aparecem é o piloto.

### Elenco Recorrente
- Juliette Goglia como Deus de criança.
- Kathryn Joosten como Deus de idosa.
- Kris Lemche como Deus rapaz bonito.
- Jeffrey Licon como Deus gótico.
- Mike Starr como Deus que aparece na livraria onde Joan trabalha.

- Elaine Hendrix como Sra. Lischak, como professora de química e física da Arcadia High School.

- Patrick Fabian como Gavin Price, vice-diretor da Arcadia High School. Muito impopular entre os estudantes.

- Sprague Grayden como Judith Montgomery, amiga de Joan do acampamento psiquiátrico de verão, ela vira estudante do Arcadia High School.
- Aaron Himelstein como Friedman, o melhor amigo de Luke.

- Erik Palladino como Tenente Michael Daghlian, o detetive sênior do Departamento de Polícia de Arcadia, sob o comando do chefe Will Girardi. Ele foi demitido depois de remover evidências de um relatório oficial.
- Sydney Tamiia Poitier como Rebecca Askew, repórter do jornal onde Kevin trabalha.
- Annie Potts como Tenente Lucy Preston.
- Paul Sand como Rabino Polanski, pai de Grace.

- Mageina Tovah como Glynis Figliola, amiga e namorada de Luke.
- Riley Smith como Andy Baker, amigo de Kevin envolvido no acidente de carro que o deixou paraplégico.
- Constance Zimmer como Lilly Watters, uma ex-freira que ajuda a aconselhar Helen, também namorada de Kevin.

### Atores Convidados
- Hilary Duff como Dylan Samuels[4]
- Haylie Duff como Stevie Marx
- Alexis Dziena como Bonnie
- Louise Fletcher como Eva Garrison
- Cloris Leachman como Tia Olive
- Shelley Long como Miss Candy
- Lauren C. Mayhew como Elle
- Armin Shimerman como Ronald Harbison
- Tyler James Williams como garoto do corredor

- Will.i.am como Deus jogador de cartas
- Zachary Quinto como Deus
- Christy Carlson Romano como Deus

## Produção
A escola "El Segundo High School", que fica em Los Angeles, Califórnia, serviu como locação para o "Arcadia High School". Na primeira temporada, todas as filmagens da livraria foram feitas na Skylight Books, em Los Angeles.

## Guia de Episódios

### Primeira Temporada (2003-2004)
| Nº | Título                              | Transmissão Original (EUA) |
| -- | ----------------------------------- | -------------------------- |
| 1  | "Pilot"                             | 26 de setembro de 2003     |
| 2  | "The Fire and the Wood"             | 3 de outubro de 2003       |
| 3  | "Touch Move"                        | 10 de outubro de 2003      |
| 4  | "The Boat"                          | 17 de outubro de 2003      |
| 5  | "Just Say No"                       | 24 de outubro de 2003      |
| 6  | "Bringeth It On"                    | 31 de outubro de 2003      |
| 7  | "Death Be Not Whatever"             | 07 de novembro de 2003     |
| 8  | "The Devil Made Me Do It"           | 14 de novembro de 2003     |
| 9  | "St. Joan"                          | 21 de novembro de 2003     |
| 10 | "Drive, He Said"                    | 05 de dezembro de 2003     |
| 11 | "The Uncertainty Principle"         | 12 de dezembro de 2003     |
| 12 | "Jump"                              | 09 de janeiro de 2004      |
| 13 | "Recreation"                        | 16 de janeiro de 2004      |
| 14 | "State of Grace"                    | 06 de fevereiro de 2004    |
| 15 | "Night without Stars"               | 13 de fevereiro de 2004    |
| 16 | "Double Dutch"                      | 20 de fevereiro de 2004    |
| 17 | "No Bad Guy"                        | 27 de fevereiro de 2004    |
| 18 | "Requiem for a Third Grade Ashtray" | 12 de março de 2004        |
| 19 | "Do the Math"                       | 02 de abril de 2004        |
| 20 | "Anonymous"                         | 30 de abril de 2004        |
| 21 | "Vanity, Thy Name Is Human"         | 07 de maio de 2004         |
| 22 | "The Gift"                          | 14 de maio de 2004         |
| 23 | "Silence"                           | 21 de maio de 2004         |

### Segunda Temporada (2004-2005)
| Nº | Título                            | Transmissão Original (EUA) |
| -- | --------------------------------- | -------------------------- |
| 1  | "Only Connect"                    | 24/Set/2004                |
| 2  | "Out of Sight"                    | 01/Out/2004                |
| 3  | "Back to the Garden"              | 08/Out/2004                |
| 4  | "The Cat"                         | 15/Out/2004                |
| 5  | "The Election"                    | 22/Out/2004                |
| 6  | "Wealth of Nations"               | 29/Out/2004                |
| 7  | "P.O.V."                          | 05/Nov/2004                |
| 8  | "Friday Night"                    | 12/Nov/2004                |
| 9  | "No Future"                       | 19/Nov/2004                |
| 10 | "The Book of Questions"           | 26/Nov/2004                |
| 11 | "Dive"                            | 10/Dez/2004                |
| 12 | "Game Theory"                     | 07/Jan/2005                |
| 13 | "Queen of the Zombies"            | 14/Jan/2005                |
| 14 | "The Rise & Fall of Joan Girardi" | 28/Jan/2005                |
| 15 | "Romancing the Joan"              | 11/Fev/2005                |
| 16 | "Independence Day"                | 18/Fev/2005                |
| 17 | "Shadows and Light"               | 25/Fev/2005                |
| 18 | "Secret Service"                  | 04/Mar/2005                |
| 19 | "Trial and Error"                 | 01/Abr/2005                |
| 20 | "Spring Cleaning"                 | 08/Abr/2005                |
| 21 | "Common Thread"                   | 15/Abr/2005                |
| 22 | "Something Wicked This Way Comes" | 22/Abr/2005                |